# Fanizani Akuda
Fanizani Akuda  es un escultor residente en Zimbabue conocido por sus tallas en piedra, nacido el 11 de noviembre de 1932 en Zambia y fallecido el 5 de febrero de 2011.

## Datos biográficos
Fanizani Akuda, procedentes de la etnia de los chewa, dejó su país de origen de Zambia en 1949 y trabajó en Zimbabue como un recolector de algodón, tejedor de cestos y moldeando ladrillos. Luego se enteró de la existencia de la colonia de artistas Tengenenge, fundada y dirigida por Tom Blomefield, y allí se trasladó trabajando inicialmente como temporero en la cantera. 

"Cuando llegué a mi meta de 30 toneladas, casi todo serpentina, Tom me dio una caja nueva de herramienta para esculpir. Cuando comencé a tallar fue porque Tom lo quería realmente así. Nos animó a trabajar desde el corazón. Todos teníamos diferentes maneras de expresarnos en piedra. He trabajado con grandes artistas como Henry Munyaradzi y Bernard Matemera, pero nunca nos copiamos unos de otros. Desde entonces, soy artista profesional a tiempo completo. Era un buen momento. Envié a mis hijos a la escuela y he cuidado a la familia con el dinero que he ganado con las esculturas ".

Fanizani fue miembro del pueblo de artistas Tengenenge de 1967 a 1979, y posteriormente se traslad´a vivir con su familia en una casa en el municipio de Chitungwiza, en Harare. Es un ejemplo de los artistas enmarcados dentro del "arte Shona, que no sólo ha estado formado por los miembros del grupo étnico más grande de Zimbabue. Fanizani Akuda es miembro de la  Asociación de Artistas Friends Forever (Amigos para siempre).

## Estilo
Fanizani Akuda  pertenece a la primera generación de escultores modernos de Zimbabue. Él es famoso por sus caras sonrientes, hombres silbando y familias felices, sus animales autosuficientes, todo ello en líneas sencillas y formas básicas. Sus obras son suaves y reflejan buen humor; los rostros siempre son sonrientes, con ojos rasgados misteriosamente - "porque tenía miedo a llegar a astillar cincelando la piedra en el ojo.". Las esculturas de Fanizani siempre emiten de una gran optimismo,  a veces con la boca amplia, riendo, en otras la boca fruncida inteligente y auto-contenida, la alegría casi infantil atrae y cautiva a cada espectador. Son la personificación de la alegría de la vida africana, sin ser sencillo.

## Exposiciones
Fanizani Akuda  ha expuesto en Austria, Dinamarca, Países Bajos, Suecia, Estados Unidos, Cuba, Australia, Malaui, Sudáfrica, Zimbabue, España y Alemania.
Ejemplos concretos:
- 1985 Kresge Art Museum, Michigan, EE. UU.
- 1986 Irving Sculpture Gallery, Sídney
- 1990 Instituto de Relaciones Culturales Internacionales, Stuttgart
- 1990 Museo Nacional de las Artes de África y Oceanía, París
- 1992 Expo Sevilla, Sevilla.

Obras en colecciones permanentes:
- Museo de Etnología, Fráncfort del Meno
- Art Center Berlin, Berlín
- Escultura en el baño del parque Mergentheim
- Galería Nacional de Zimbabue, Harare
- Chapungu Sculpture Park, Harare

En mayo de 2005, la Galería Nacional de Zimbabue, presentó una retrospectiva bajo el título: "Fanizani - una leyenda en piedra ". 